# Гонга
Гонга — группа омотских народов на юго-западе Эфиопии. Включает в себя подгруппы анфило, боша (гаро), кафа, манджо, моча, шинаша. Гонга, кроме основного состава, включают в себя группы иноэтического происхождения.

## Общие сведения

### Численность
Численность народа составляет около 400 тыс. человек, согласно данным за 2000 год. Наиболее распространённым языком гонга является кушитский (Афразийские языки). Однако значительная часть гонга говорит на языке оромо. Письменность основывается на эфиопском письме.

### Вероисповедание
Значительная часть гонга исповедуют христианство, в основном монофизитского или католического толка. Некоторые придерживаются традиционных местных верований; среди гонга есть также и мусульмане-сунниты (гаро, часть анфило и кафа).

## История
В средние века, когда гонга более-менее обозначился как народ, он занимал значительную территорию Эфиопии, простиравшуюся к северу вплоть до Голубого Нила (там поныне сохранился этнос шинаша). В XIV—XVI веках вторжение семитских народов, в частности народа оромо (XVI—XVII века) расчленило гонга и сузило область их расселения; часть народа была даже ассимилирована.
В XVII — середине XIX века кафа, одна из подгрупп гонга, создали сильное государство с феодальным строем, подчинившее себе весь народ гонга. Довольно долго они сохраняли относительную независимость, и лишь во второй половине XIX века гонга были присоединены к Эфиопской империи.

## Традиционная культура

### Традиционная политическая организация
Гонга сохраняют традиционную родоплеменную структуру. К ней примешиваются позднейшие кастовые и сословные традиции.

### Традиционные занятия
Основным занятием гонга до сих пор является земледелие. Выращивается пшеница, теф, банан, кофе (его впервые доместицировали именно гонга). Распространено скотоводство (мелкий, крупный рогатый скот, лошади), птицеводство и пчеловодство. Кроме того, встречаются среди групп гонга и бродячие охотники и собиратели. В плане жилищ и культуры быта традиции гонга не отличаются от общеэфиопских.

### Культура
Гонга обладают очень богатым, сложным фольклором, сложившимся под влиянием нескольких культур: местной традиционной, христианской, исламской. Заимствования у семитских народов, соседствовавших с гонга вплоть до XVI века, проявляются как в культуре, так и в языке.